# Piotrawin-Kolonia
Piotrawin-Kolonia – kolonia w Polsce położona w województwie lubelskim, w powiecie opolskim, w gminie Łaziska.
W latach 1975–1998 miejscowość należała administracyjnie do województwa lubelskiego.
Kolonia stanowi sołectwo gminy Łaziska.

## Demografia
| Rok                                                                | 2003 | 2006 | 2007 | 2008 | 2009 | 2010 | 2011 | 2012 | 2013 | 2014 | 2015 |
| ------------------------------------------------------------------ | ---- | ---- | ---- | ---- | ---- | ---- | ---- | ---- | ---- | ---- | ---- |
| Liczba ludności                                                    | 114  | 107  | 111  | 111  | 112  | 108  | 102  | 100  | 95   | 97   | 94   |
| Źródło: Dane własne gminy dotyczące demografii w okresie 2003-2015 |      |      |      |      |      |      |      |      |      |      |      |